# 최강민 (2002년)
최강민(崔剛民, 2002년 4월 24일 ~ )은 대한민국의 축구 선수로 포지션은 중앙 미드필더이며 K리그1의 울산 HD에서 현재 K리그2의 충북 청주로 임대되어 뛰고있다.